# Sceliphron spirifex
Sceliphron spirifex (лат.) — вид ос из семейства Sphecidae, распространённый в южной Европе, юго-западной Азии и Африке.

## Описание
Длина около 2 см. Основная окраска тела чёрная с жёлтыми отметинами на ногах и длинном тонком петиоле.
Внешне похожи на Chalybion spinolae, но их можно отличить по матово-чёрному телу (у Chalybion spinolae тело имеет металлический синий блеск) и цвету бедра и голени передних и средних ног, которые жёлто-чёрные (красновато-коричневые у Chalybion spinolae). Самки также легко отделяются друг от друга по чёрным усикам (у самок Chalybion spinolae усики красновато-оранжевые, а у самцов — чёрные). Петиоль относительно длинный. Форма проподеума характерна: имеется передняя центральная приподнятая область, ограниченная сбоку и сзади неглубокой выемкой. Строение гнезда у этих двух видов также сильно отличается.
Sceliphron spirifex можно надежно отделить от S. quartinae только по форме задних тазиков. Скапус (первый видимый сегмент усиков) чёрный у S. quartinae и грязно-жёлтый у S. spirifex.
Вид был впервые описан в 1758 году шведским натуралистом Карлом Линнеем под названием Sphex spirifex Linnaeus, 1758. В 1897 году таксон был обозначен в качестве типового вида рода Sceliphron Klug, 1801.

### Сходные виды южной Европы
| Вид                              | Скапус                          | Тегулы                          | Проподеум | Петиоль                        | Заднее бедро    |
| -------------------------------- | ------------------------------- | ------------------------------- | --------- | ------------------------------ | --------------- |
| Sceliphron curvatum              | --                              | --                              | жёлтый    | чёрный и изогнутый             | чёрный          |
| Sceliphron spirifex              | чёрный (полностью или частично) | --                              | чёрный    | жёлтый                         | чёрный и жёлтый |
| Sceliphron destillatorium        | жёлтый                          | жёлтый                          | чёрный    | жёлтый (иногда немного чёрный) | чёрный и жёлтый |
| Sceliphron caementarium          | жёлтый                          | жёлтый (по крайней мере, снизу) | жёлтый    | чёрный                         | чёрный          |
| Sceliphron madraspatanum tubifex | чёрный или коричневый           | --                              | чёрный    | жёлтый                         | чёрный          |

## Биология
Осы, строящие свои гнёзда в различных укрытиях, в том числе внутри и вокруг домов. Самки строят гнездо, состоящее из нескольких смежных трубок, сделанных из грязи. Они охотятся на различных пауков и массово снабжают одиночные ячейки провизией и яйцом, отложенным на первого паука. Ячейки могут быть покрыты внешним слоем грязи, обеспечивающим дополнительную защиту развивающихся личинок. В качестве добычи преимущественно используются пауки семейства пауки-кругопряды (Araneidae), но попадаются также пауки-тенётники (Theridiidae), пауки-муравьеды (Zodariidae) и другие.
Полный список жертв ос S. spirifex обширен. В качестве жертв эти осы используют представителей следующих семейств и родов пауков: Oxyopidae, Salticidae (Icius, Pseudicius, Marpissa, Menemerus, Salticus), Lycosidae, Dysderidae (Segestria), Pholcidae (Pholcus, Teutana), Theridiidae (Theridion), Linyphiidae (Linyphia), Pisauridae (Pisaura), Clubionidae (Clubiona), Thomisidae (Paratibellus, Philodromus) и Araneidae (Araniella, Argiope, Gibbaranea, Larinioides, Mangora, Araneus, Zygiella, Meta, Neoscoma). В Центральной Африке также добавлены ещё два семейства, Hersiliidae и Tetragnathidae

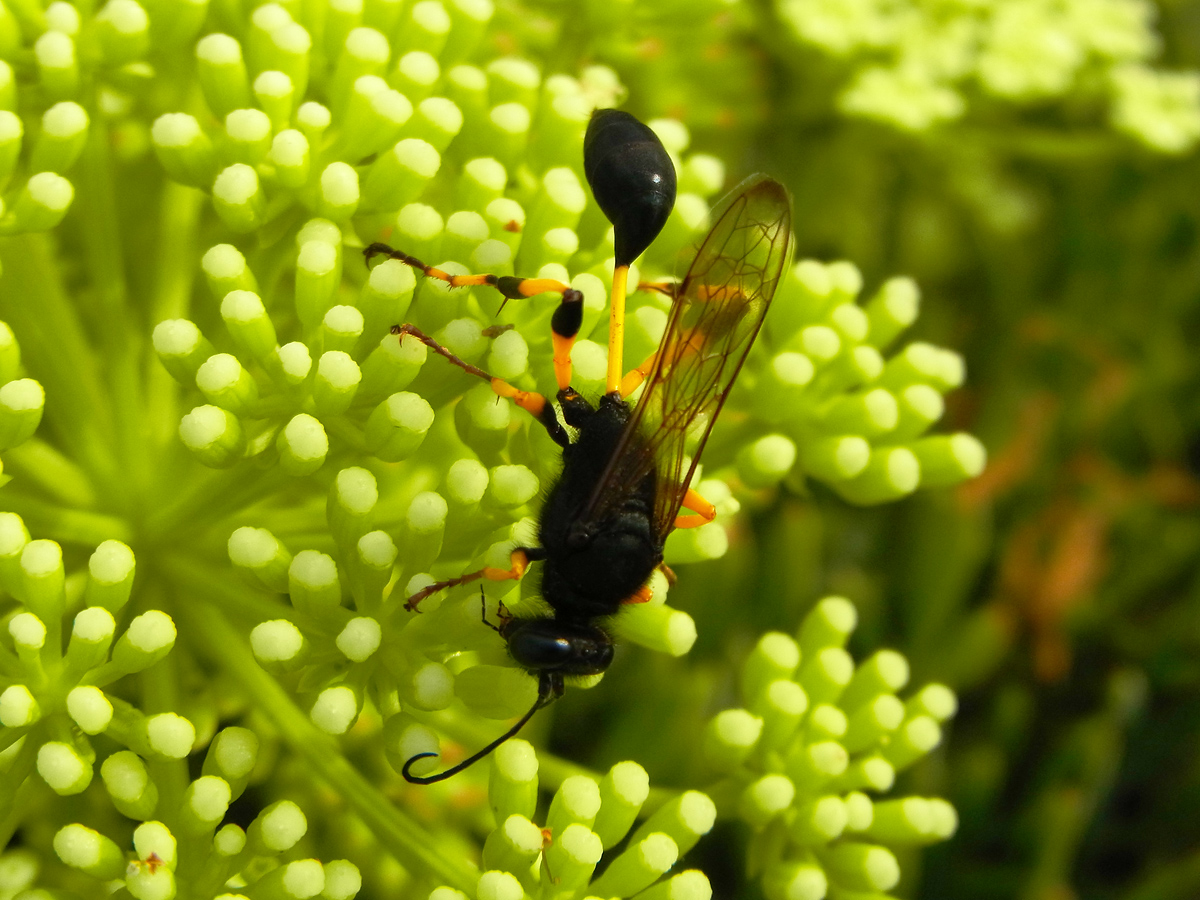
Sceliphron spirifex
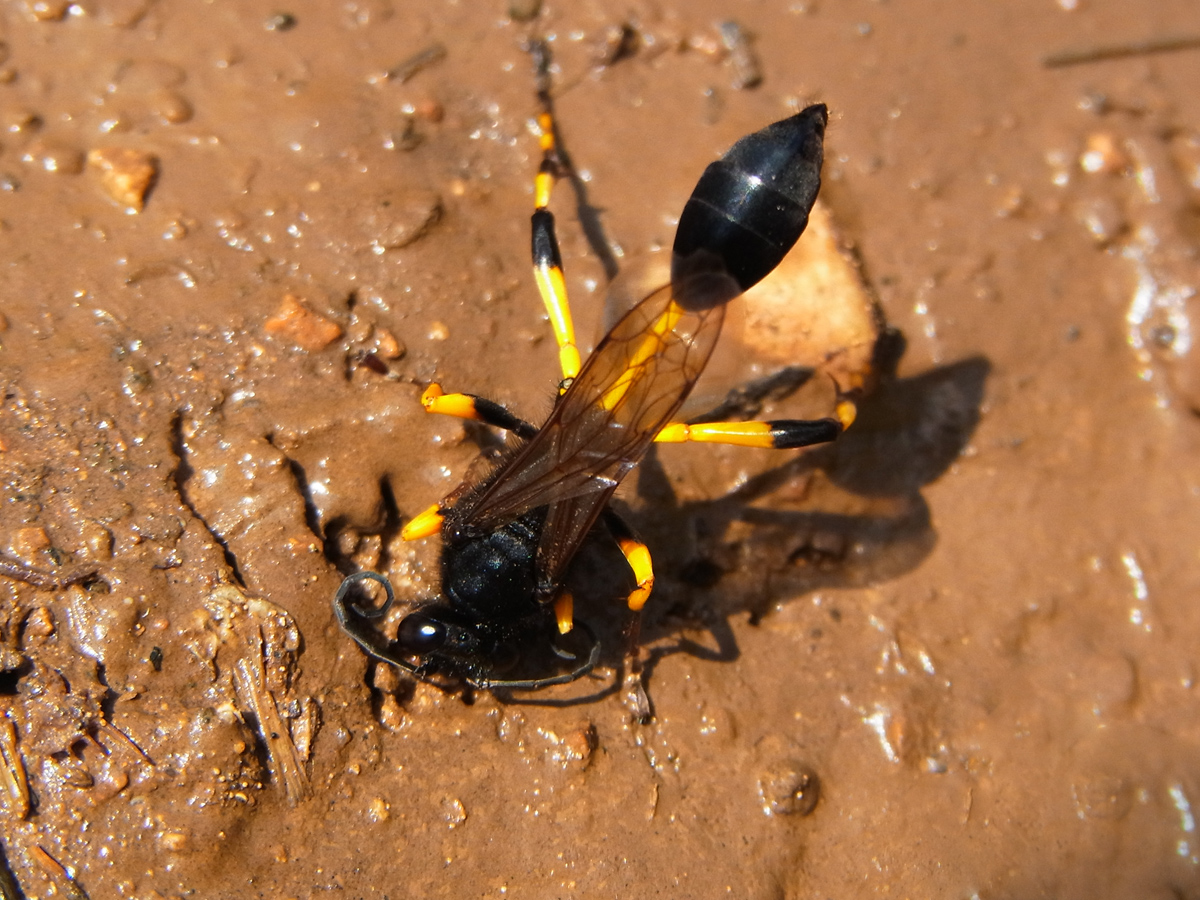
Sceliphron spirifex

## Распространение
Вид широко распространён в Старом Свете.
- Африка: Алжир, Ангола, Бенин, Бурунди, Египет, Габон, Гана, Гвинея, Камерун, Демократическая Республика Конго, Кения, Либерия, Ливия, Мадагаскар, Малави, Мавритания, Марокко, Мозамбик, Нигерия, Республика Конго, Руанда, Сомали, Судан, Танзания, Тунис, Уганда, Эритрея, Эфиопия[7], Канарские острова, Южная Африка[4].
- Европа: Албания, Австрия, Бельгия, Болгария, Венгрия, Германия, Греция, Исландия, Испания, Италия, Корсика, Крит, Мальта, Португалия, Сардиния, Сицилия, Франция, Хорватия, Швейцария[7], Балеарские острова, Венгрия, Испания, Кипр, Турция (европейская часть), Хорватия, Чехия[8]. (есть также сомнительные указания на присутствие в таких регионах как Молдавия, Россия—европейская часть, Румыния, Украина)[8]
- Азия: Кипр, Индия, Израиль, Йемен, Казахстан, Ливан, Оман, Турция, Кипр[7], Саудовская Аравия[9].